# Amor en Kilnerry
Amor en Kilnerry es una película estadounidense de 2021 de comedia romántica escrita, producida y dirigida por Daniel Keith en su debut como director. La película está protagonizada por Daniel Keith, Kathy Searle, Roger Hendricks Simon, James Patrick Nelson, Sybil Lines, Sheila Stasack y Tony Triano. La película se estrenó en Estados Unidos el 18 de octubre de 2019 en el Festival de Cine de New Hampshire y en el Festival Internacional de Cine de San Diego simultáneamente.
La narrativa de la comedia se centra en el pueblo ficticio de Kilnerry, New Hampshire, cuyos residentes entran en pánico después de que la Agencia de Protección Ambiental les informe de que los cambios obligatorios en su planta química podrían aumentar drásticamente su libido. Amor en Kilnerry y Keith recibieron elogios de la crítica y cuarenta y cinco premios en festivales de cine y veintiséis nominaciones a Mejor Guion, Mejor Director, Mejor Película, Mejores Actores, Mejor Cinematografía y Mejor Conjunto.

## Argumento
El pequeño y alejado pueblo de Kilnerry tiene dificultades, ya que la mayoría de sus habitantes son ancianos y los más jóvenes pronto irán a la universidad. Cuando un representante de la EPA (Agencia de Protección del Medio Ambiente) visita la reunión trimestral del pueblo para decirles que su planta química ha estado contaminando las aguas y creando peces tóxicos, se enteran de que la planta debe adaptar un nuevo proceso obligatorio, llamado P172. Sin embargo, hay un pequeño efecto secundario. Cuando se exponen al P172, las ratas de laboratorio han mostrado un dramático aumento de la libido. Los residentes entran en pánico y se produce el caos. El sheriff se esfuerza por mantener el orden durante los meses siguientes mientras el caos y el caos se suceden: un intento de orgía catastrófica, exposición indecente, el sacerdote se hace nudista para estar más cerca de Dios y algunos de los residentes más decrépitos compiten en un concurso de baile con una actuación arriesgada. Justo cuando el sheriff ha llegado a su punto de ruptura en su esfuerzo por controlar a todo el mundo y evitar que el pueblo cambie, la EPA vuelve para informarles de que han descubierto que las ratas habían sido utilizadas en una prueba anterior de feromonas y que el P172 no tiene efectos secundarios. Plagados de culpa, se dan cuenta de que al pensar que no tenían control, aprendieron a abrirse, a aceptar a los demás, a tirar la cautela al viento y a vivir de nuevo, y a enamorarse. El sheriff se enfrenta a sus acciones y se disculpa ante el pueblo. Los habitantes pasan a abrazar una nueva vida y a crear nuevos destinos.

## Reparto principal
- Daniel Keith como Gary O'Reilly, el sheriff del pueblo
- Kathy Searle como Nessa Ward, la corchosa dueña de la papelería
- Roger Hendricks Simon como Fergal O'Reilly, el cartero del pueblo
- James Patrick Nelson como el padre Wesley O'Dell
- Debargo Sanyal como Rakesh Nibhanupudi, un portavoz de la Agencia de Protección Ambiental
- Tony Triano como Jerry Boylan, el alcalde del pueblo y propietario de un pub
- Sybil Lines como Aednat McLaughlin, una viuda religiosa reclusa
- Sheila Stasack como Brigid Kerry, la cotilla del pueblo y propietaria de un almacén

## Producción y distribución

### Desarrollo
Amor En Kilnerry fue originalmente una obra de teatro, escrita por Keith, que tiene lugar en la ciudad ficticia de Kilnerry en el Condado de Donegal en Irlanda. Fue un reto que le presentó la exalumna de la Royal Shakespeare Company, (Marion) Sybil Lines (que también interpreta a Aednat McLaughlin). Keith quería escribir algo que hiciera reír a su abuela. Utilizó el seudónimo de Colin Filmore para que los actores pudieran abordar el material con mayor honestidad y no se sintieran intimidados por el escritor presente.  La obra se ensayó ante el público del Manhattan Theater Club Studios de Nueva York durante la mayor parte de 2016. No fue hasta 2017, cuando Keith escribió la historia como guion, que el reparto supo quién era el verdadero escritor. Daniel viaja por toda la costa este mirando docenas de pequeñas ciudades hasta que encuentra una postal de Portsmouth. Al visitar la pequeña ciudad costera, Daniel supo que había encontrado su "Kilnerry". Daniel, Roger Hendricks Simón, Sybil Lines y Sheila Stasack, que habían trabajado en la obra en 2016, continuaron con la película. Kathy Searle, Tony Triano, Debargo Sanyal, Jeremy Fernández y James Patrick Nelson fueron elegidos por Kimberly Graham. (Homeland). Daniel pidió a todos los actores de teatro, ya que quería que la película tuviera un aspecto teatral y de libro de cuentos. Además, todos tenían una gran formación y compartían los mismos diálogos y métodos para descubrir sus personajes y analizar el guion.

### Filmación

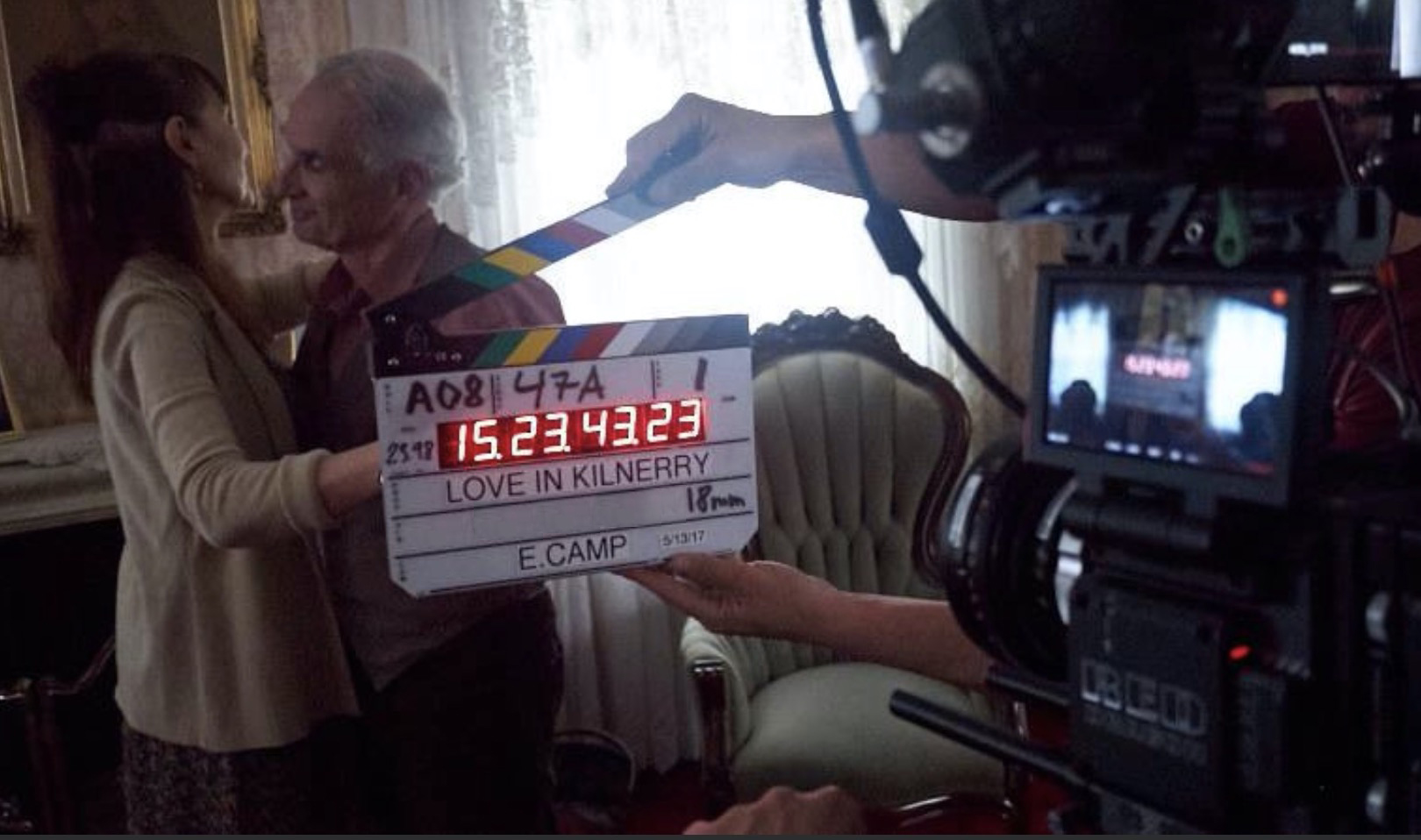
Sybil Lines (Aednat) y Roger Hendricks Simon (Fergal)

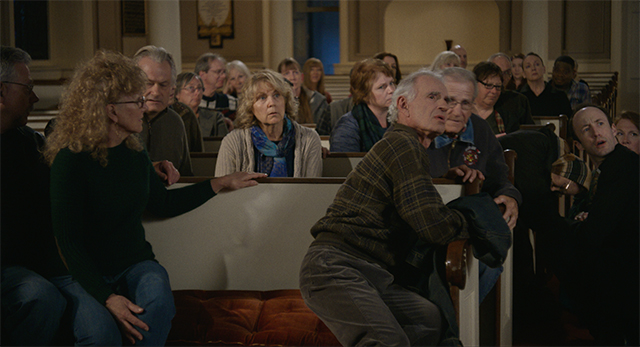
'Amor En Kilnerry'

Daniel sabía que quería un pueblo de cuento aislado del resto del mundo, así que se puso en contacto con el artista de efectos visuales Brian Demetz (Deadpool, 2012) para que creara montañas alrededor del pueblo y borrara todo lo moderno (es decir, nada de vaqueros, construcción, tatuajes, iPhones, coches nuevos, etc.). Las tomas de establecimiento y de los drones fueron las primeras en ser filmadas. Muchos de los habitantes de Portsmouth se convirtieron en residentes de Kilnerry, además de llevar a los miembros de la producción comida, ayudarles a encontrar localizaciones e incluso alojar a muchos de ellos. Un reparto y un equipo de 200 personas rodaron en 28 localizaciones. The Irish Post se enteró de la película de Keith y publicó un artículo el 15 de diciembre de 2017 sobre la ciudad irlandesa de Ringaskiddy, en el condado de Cork, cuyos residentes se quejaban de los humos de la planta local de Pfizer, que fabricaba Viagra, y que hacía que los hombres y los perros anduvieran excitados sexualmente. El artículo afirmaba que "el arte estaba imitando a la vida".

### Postproducción
La posproducción se extendió a lo largo de 2018, ya que Keith buscó a Jon Wilson (Downton Abbey, Billy Elliot) para que editara la película en los Estudios Pinewood de Londres, la música fue escrita e interpretada por el compositor de partituras Randy Edelman (The Last of the Mohicans (película de 1992), 27 Dresses'), los efectos visuales fueron creados por Brian DeMetz (Deadpool, 2012), y coloreados por Andrew Geary en Company 3 (A Star is Born, Star Wars). Los primeros montajes de la película se mostraron al público en festivales de cine a lo largo de 2019 como críticas de sus compañeros. La película, su equipo y sus actores cosecharon cuarenta y cinco premios y veintiséis nominaciones a nivel internacional. Tania Fisher escribió: "La única explicación que puede darse a las profundas emociones de las personas que se relacionan de algún modo con un escenario increíblemente improbable es que Daniel tiene el poder y la habilidad de centrarse en los miedos y las relaciones humanas."

### Distribución

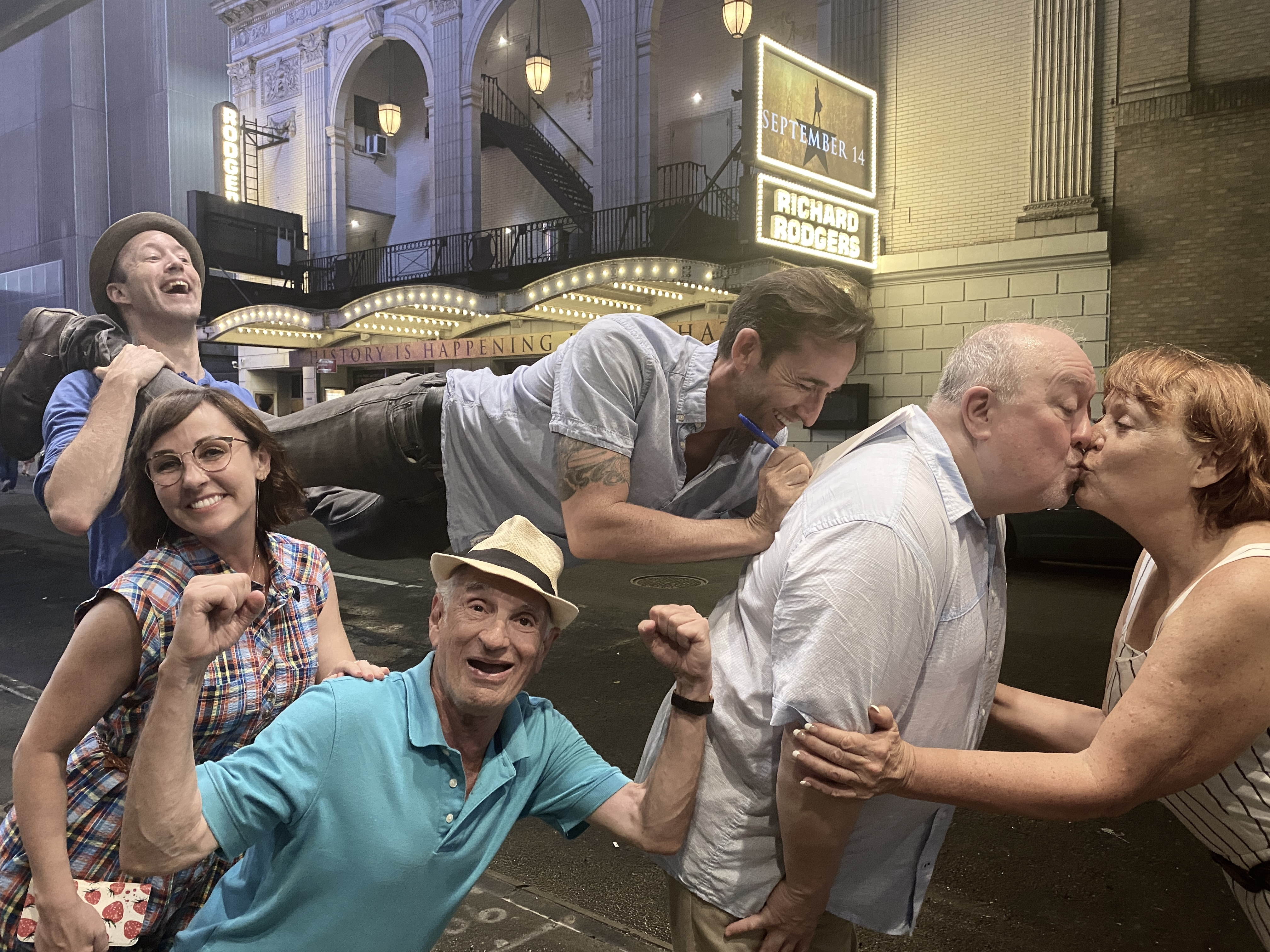
El reparto de Amor En Kilnerry firman un acuerdo de distribución en Norteamérica con Mutiny Pictures.

La pandemia mundial de COVID-19 paralizó la industria en abril de 2020 y no fue hasta julio de 2021 cuando Mutiny Pictures adquirió los derechos de distribución en Norteamérica con la intención de poner la película en los cines de todo el país a principios de 2022.

## Reconocimientos

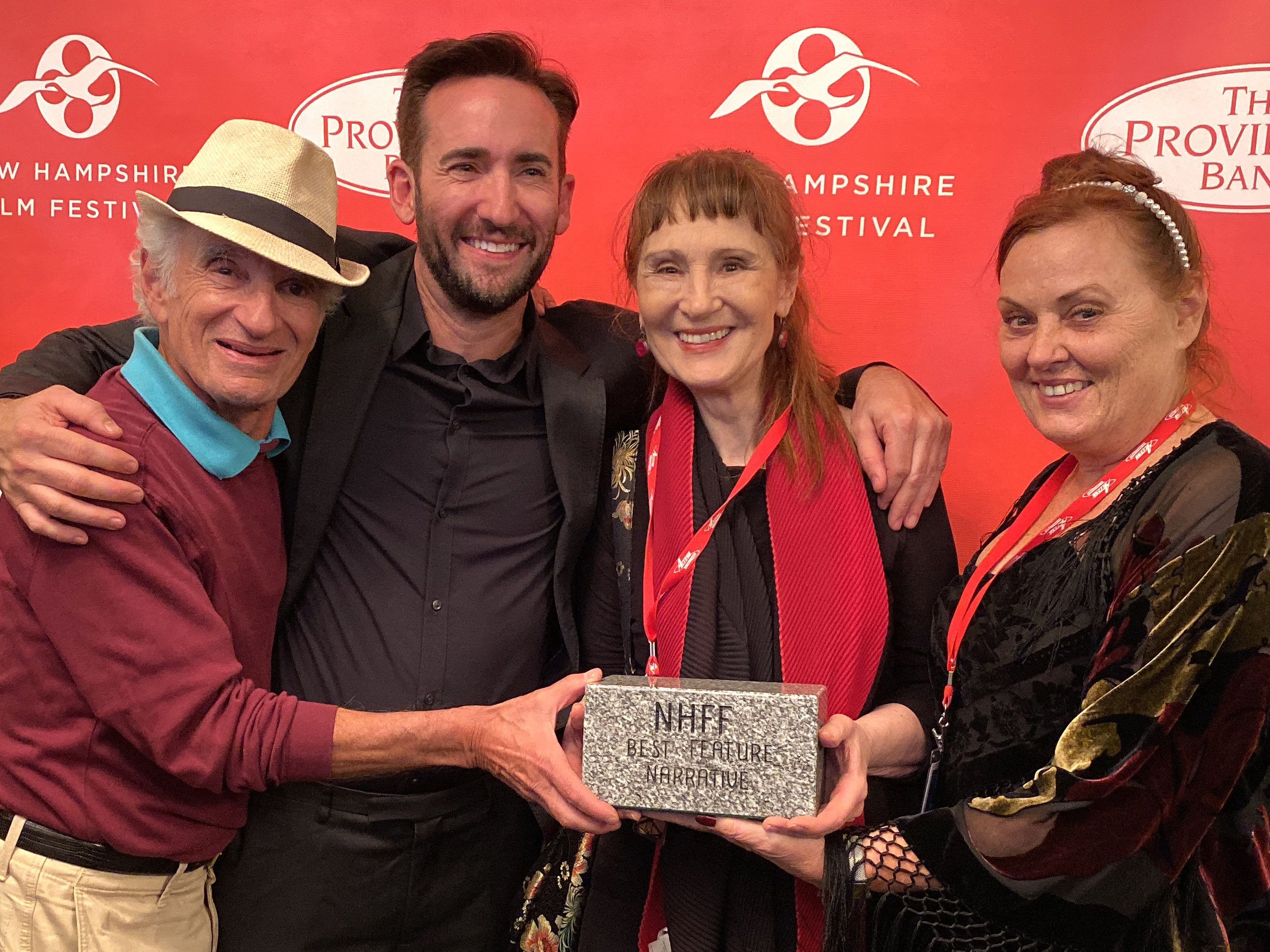
Roger Hendricks Simon, Daniel Keith, Sybil Lines, Sheila Stasack - Festival de Cine de New Hampshire

| Premio                                             | Fecha de la Ceremonia | Categoría                                     | Nominado                  | Resultado | Ref.         |
| -------------------------------------------------- | --------------------- | --------------------------------------------- | ------------------------- | --------- | ------------ |
| Concurso de guiones de Hollywood                   | 2017                  | Mejor guion - Premio de Plata                 | Daniel Keith              | Ganadora  |              |
| Festival Internacional de Cine de SoHo             | 2019                  | Premio del público                            | Archway Pictures          | Nominada  | [ 14 ]       |
| Festival Internacional de Cine de SoHo             | 2019                  | Premio del Gran Jurado                        | Archway Pictures          | Nominada  | [ 14 ]       |
| Festival de Cine de New Hampshire                  | 2019                  | Mejor largometraje de ficción de NH           | Archway Pictures          | Ganadora  | [ 15 ]       |
| Festival de Cine de New Hampshire                  | 2019                  | Elección del público - Película               | Archway Pictures          | Nominada  | [ 15 ]       |
| Festival Internacional de Cine de San Diego        | 2019                  | Mejor guion original                          | Daniel Keith              | Ganadora  | [ 16 ] [ 6 ] |
| Festival Internacional de Cine de San Diego        | 2019                  | Litecoin Filmmaker Award - Premio del Público | Archway Pictures          | Nominada  | [ 16 ] [ 6 ] |
| Festival Internacional de Cine de San Diego        | 2019                  | Director por primera vez                      | Daniel Keith              | Nominada  | [ 16 ] [ 6 ] |
| Festival Internacional de Cine de San Diego        | 2019                  | Mejor comedia                                 | Daniel Keith/Kathy Searle | Nominada  | [ 16 ] [ 6 ] |
| Festival Internacional de Cine de Madrid           | 2019                  | Mejor Director                                | Daniel Keith              | Nominada  |              |
| Festival Internacional de Cine de Madrid           | 2019                  | Mejor comedia                                 | Archway Pictures          | Nominada  |              |
| Festival Internacional de Cine de Madrid           | 2019                  | Mejor actriz principal                        | Kathy Searle              | Ganadora  |              |
| Festival de Cine de Manhattan                      | 2019                  | La mejor comedia                              | Archway Pictures          | Ganadora  | [ 17 ]       |
| Festival Internacional de Cine de Culto de Calcuta | 2019                  | Mejor guion - Premio Golden Fox               | Daniel Keith              | Nominada  |              |
| Festival de Cine de Jersey Shore                   | 2019                  | Mejor Director                                | Daniel Keith              | Ganadora  |              |
| Festival de Cine de Jersey Shore                   | 2019                  | Mejor Actriz                                  | Kathy Searle              | Ganadora  |              |
| Festival de Cine de la Vuelta al Mundo             | 2020                  | Mejor Director                                | Daniel Keith              | Nominada  |              |
| Festival de Cine de la Vuelta al Mundo             | 2020                  | Mejor fotografía                              | Eric Camp, Jon Mercer     | Nominada  |              |
| Festival de Cine de la Vuelta al Mundo             | 2020                  | Mejor película                                | Archway Pictures          | Nominada  |              |